# Itrotungstita-(Ce)
La itrotungstita-(Ce) és un mineral de la classe dels òxids. Rep el nom per la seva composició química que conté itri i tungstè.

## Característiques
La itrotungstita-(Ce) és un òxid de fórmula química CeW₂O₆(OH)₃. Cristal·litza en el sistema monoclínic. La seva duresa a l'escala de Mohs és 1, sent un mineral molt tou. L'exemplar que va servir per a determinar l'espècie, el que es coneix com a material tipus, es troba conservat a la Universitat de Hèlsinki.
Segons la classificació de Nickel-Strunz, la itrotungstita-(Ce) pertany a «04.FD - Hidròxids amb OH, sense H₂O; cadenes d'octaedres que comparetixen angles» juntament amb els següents minerals: spertiniïta, bracewel·lita, diàspor, goethita, groutita, guyanaïta, montroseïta, tsumgallita, manganita, itrotungstita-(Y), sense nom (anàleg de neodimi de la itrotungstita-(Ce)), frankhawthorneïta, khinita i parakhinita.

## Formació i jaciments
És un mineral secundari rar que es produeix a les zones oxidades dels dipòsits de tungstè. Dos són els indrets considerats localitat tipus per a aquesta espècie: la mina Kramat Pulai, situada al districte de Kinta, a Perak, Malàisia, i la mina Kirwa, al districte Kigezi, a la Regió occidental, Uganda. També ha estat descrita a la mina Nyamulilo, a Uganda, propera a la localitat tipus africana del mineral, i a les mines Gifurwe, a la Província del Nord, a Ruanda.